# Западная Австралия
За́падная Австра́лия (англ. Western Australia; аббревиатура WA) — крупнейший из штатов Австралии, занимающий треть территории континента. Население — 2 805 000 человек (сентябрь 2022). Столица и крупнейший город — Перт. Главный морской порт Фримантл. 
Другие города — Мандура, Банбери, Калгурли, Албани.
Западная Австралия — вторая в мире по величине административно-территориальная единица, уступающая по размерам территории только Якутии. По размерам она чуть больше Гренландии — крупнейшего в мире острова.
Девиз: «Cygnis Insignis» («Несущий знак лебедя»). Официальное прозвище — «Штат дикого цветка».

## География
Территория штата составляет 2 527 013 км². Западная Австралия занимает западную треть австралийского континента. На востоке штат граничит с Северной территорией и Южной Австралией. С севера и с запада берега штата омываются Индийским океаном. Международная гидрографическая организация относит воды к югу от континента к Индийскому океану, хотя в Австралии они официально относятся к Южному океану.
Протяжённость границ штата составляет 1862 километра, береговая линия — 12 889 километров.

### Геология
Основная часть Западной Австралии лежит на древних Йлгарской и Пилбарской платформах, которые путём слияния с Индийской и Южно-Африканской платформами сформировали в архейскую эру Ур, один из древнейших суперконтинентов (3200 — 3000 миллионов лет назад).
Поскольку единственным случаем горообразования с этого времени было появление хребта Стерлинг за счет рифтогенеза со стороны Антарктиды, земная поверхность является крайне древней и эродированной. Высшая точка — гора Мехарри в хребте Хамерсли в регионе Пилбара высотой 1 245 метров. Основная часть штата представляет собой низкое плато со средними высотами в районе 400 метров с очень низким рельефом и без поверхностных водостоков. Плато относительно резко спускается к прибрежным равнинам, в некоторых случаях образуя крутые откосы, примером чего является хребет Дарлинг около Перта.
Значительный возраст ландшафта означает, что почвы в высокой степени неплодородны и зачастую покрыты латеритами. Даже почвы, производные от гранитных скал, содержат на порядок меньше фосфора и в два раза меньше азота, чем почвы в сравнимом климате на других континентах. Почвы, производные от песка и осадочных пород, даже менее плодородны, поскольку содержат ещё меньше растворимых фосфатов, а также испытывают недостаток в цинке, меди, молибдене и иногда в калии и кальции.
Неплодородность большинства почв потребовала внесения значительного количества химических удобрений, в частности суперфосфатов, инсектицидов и гербицидов, что в сочетании с последовавшим уничтожением беспозвоночных и популяций бактерий, а также уплотнением почв вследствие воздействия тяжелой техники и копытных животных принесло ещё больший вред хрупким почвам.
Крупномасштабная расчистка земель для сельского хозяйства и лесоводства нанесла ущерб местам обитания местных растений и животных. В результате юго-западный регион штата превосходит по концентрации редкой или находящейся на грани вымирания флоры и фауны многие другие регионы Австралии, что делает его одной из «горячих точек» биоразнообразия в мире. Крупные территории пшеничного пояса штата имеют проблемы с засоленностью почв и исчезновением источников воды.
В 250 км к югу от Перта, рядом с городом Гринбушес, расположено уникальное месторождение тантала и олова Гринбушес.
В Западной Австралии находится природный заповедник Гайден-Парк площадью 160 га (395 акров). Ежегодно его посещают более 100 000 туристов. Скала Каменная волна (Wave Rock) и Хайден-Рок являются частью этого популярного заповедника.

### Климат
На юго-западном побережье преобладает средиземноморский климат. Ранее эти территории были покрыты густыми лесами, включая рощи эвкалипта разноцветного, одного из самых высоких деревьев в мире. Сельскохозяйственный регион Западной Австралии отличается большим биоразнообразием и высокой долей эндемиков. Благодаря морскому течению Лиювин прибрежные воды также богаты разнообразными растениями и животными, включая самые южные в мире коралловые рифы.
Среднегодовой уровень осадков варьируется от 300 миллиметров в регионе пшеничного пояса до 1400 миллиметров в наиболее влажных районах около Нортклиффа, однако с ноября по март, когда испарения превышают осадки, обычно очень сухо. Растениям приходится приспосабливаться к этому, а также к крайней скудности почв. Общее уменьшение зимних осадков наблюдается с середины 1970-х годов, при этом возрастает количество сильных ливней в летние месяцы.
Центральные четыре пятых территории штата заняты пустынями и полупустынями, редко населены, а единственной значимой деятельностью здесь является добыча полезных ископаемых. Среднегодовое количество осадков составляет 200—250 миллиметров, большая часть из которых выпадает случайными ливневыми дождями, связанными с прохождением циклонов в летние месяцы.
Противоположностью этому является северный тропический регион штата. В Кимберли крайне жаркий муссонный климат со среднегодовым уровнем осадков от 500 до 1500 миллиметров при длинном сухом сезоне с апреля по ноябрь. 85 % поверхностного водостока штата приходится на Кимберли, однако из-за стихийного характера водных потоков и непреодолимой скудости в целом обезвоженных почв развитие получила только территория вдоль реки Орд.
Снег на территории штата выпадает редко и типичен только на хребте Стерлинг близ Олбани, единственном достаточно высоком и южном для этого хребте. Ещё реже снег может выпадать на соседнем хребте Поронгуруп. Выпадение снега за пределами этих районов является экстраординарным событием и может происходить в холмистой юго-западной зоне. Наибольшая территория была покрыта снегом 26 июня 1956 года, когда его выпадение было отмечено в Перт Хиллс и далее на север до Вонган Хиллс и на восток до Салмон Гамс. Однако даже на хребте Стерлинг снежный покров редко превышает 5 сантиметров и редко держится более одного дня.
Максимальная температура 50,5 градуса по Цельсию была отмечена в Марди, округ Пилбара, в 61,6 километрах от острова Барроу 19 февраля 1998 года. Минимальная температура −7,2 градуса по Цельсию была зарегистрирована в обсерватории Айр Бёрд 17 августа 2008 года.

### Флора и фауна
В Западной Австралии обитает около 540 видов птиц (в зависимости от используемой таксономии), из них 15 являются эндемиками штата. Лучшими территориями для птиц являются юго-западный угол штата, район вокруг Брум и округ Кимберли.
Флора Западной Австралии включает в себя 9437 местных видов сосудистых растений, объединённых в 1543 рода 226 семейств, а также 1171 натурализованный и инвазивный вид. Наибольшее число видов произрастает в юго-западном регионе.
Специфические экологические регионы Западной Австралии включают (с севера на юг): песчаниковые ущелья Кимберли на северном побережье; районы сухих степей (равнина Орд Виктория) и полупустынь (Западно-Австралийский Малга Шраблендс) с пустыней Танами; юго-западную австралийскую саванну; прибрежную равнину Сван вокруг Перта; Варрен на юго-западной оконечности побережья с винодельческим районом реки Маргарет; округ Голдфилдс-Эсперанс со степями Эсперанс и Кулгарди около города Кулгарди.

## История
Первые обитатели прибыли в Австралию с севера приблизительно от 40 до 60 тысяч лет назад. В течение тысячелетий они расселились по всей территории материка. Австралийские аборигены достаточно обжили территорию Западной Австралии ко времени, когда в начале XVII века туда начали прибывать первые европейские исследователи.
Первым европейцем, ступившим на землю Западной Австралии, стал голландский мореплаватель Дерк Хартог, 26 октября 1616 года высадившийся на мысе Инскрипшион острова Дерк-Хартог. В течение оставшейся части XVII века многие голландские путешественники подплывали к побережью, как правило допустив навигационную ошибку на Маршруте Браувера, и часто терпели кораблекрушения на прибрежных мелях и рифах. К концу XVIII века британские и французские мореплаватели начали обследовать побережье Западной Австралии.
Начало образованию современного штата было положено основанием британского поселения в заливе короля Георга в 1826 году (с 1832 года получило название Олбани). Поселение было основано из-за опасения англичан, что французы могут основать собственную колонию на побережье Западной Австралии.
В 1829 году капитаном Джеймсом Стерлингом на реке Суон была основана колония Суон-Ривер. К 1832 году число британских поселенцев колонии достигло 1500. Два отдельных поселка колонии медленно выросли в портовый город Фримантл и столицу штата Перт.
Население росло очень медленно до открытия в 1890-х годах значительных месторождений золота в районе Калгурли.
В 1887 году был подготовлен проект новой конституции Западной Австралии, предусматривающий право на самоуправление, и в 1890 году Палата общин Великобритании приняла закон, предоставивший колонии такое право. Джон Форрест стал первым премьером Западной Австралии.
В 1896 году парламент Западной Австралии одобрил привлечение кредита на финансирование строительства трубопровода для транспортировки пяти миллионов галлонов воды в день на золотые прииски Западной Австралии. Строительство трубопровода было завершено в 1903 году. Чарльз О’Коннор, первый главный инженер Западной Австралии, осуществлял проектирование и надзор за строительством трубопровода. Трубопровод ведёт из Перта в Калгурли, имеет протяжённость 530 километров и рассматривается историками как значимый фактор роста населения и экономики штата.
После проведённой Форрестом кампании жители колонии Суон-Ривер проголосовали за федерацию, в результате чего Западная Австралия с 1 января 1901 года официально стала штатом.

## Политическое устройство
Самоуправление было предоставлено Западной Австралии в 1889 году. При этом был создан двухпалатный Парламент, заседающий в Перте и состоящий из Законодательной ассамблеи (нижняя палата), в которую входят 59 членов, и Законодательного совета (верхняя палата), в который входят 36 членов. Избирательное право является всеобщим и обязательным для граждан старше 18 лет.
С объединением австралийских колоний в 1901 году Западная Австралия стала штатом в австралийской федеральной структуре. Это повлекло за собой передачу определенных полномочий федеральному правительству в соответствии с конституцией. Все полномочия, специально не переданные Содружеству, остались в ведении штата, однако с течением времени Содружество расширяло свои полномочия через контроль над налогообложением и распределением бюджетных средств.
Сувереном Западной Австралии является король Австралии Карл III. Номинально исполнительная власть принадлежит его представителю — губернатору штата. Реально всей полнотой исполнительной власти обладают премьер и министры, назначаемые от партии или коалиции, имеющей большинство в Законодательной ассамблее.

### Роялизм
Роялизм стал постоянной чертой политической жизни Западной Австралии сразу после начала европейского заселения в 1826 году. Западная Австралия с неохотой вошла в Содружество Австралии и не принимала участия в первых федеральных конференциях. Старожилы Западной Австралии были в общем настроены против федерации, однако открытие золота привело к значительному притоку мигрантов из других частей Австралии. Эти мигранты, в основном из Калгурли и Олбани, и проголосовали за присоединение к Содружеству. Рассматривалось даже предложение выделить эти районы в отдельный регион под названием Ауралия.
На референдуме в апреле 1933 года 68 % избирателей проголосовали за выход из Содружества с целью возврата в состав Британской Империи на правах самостоятельного доминиона. Однако британское правительство отказалось от вмешательства, и это решение не было выполнено.

## Административное деление
Западная Австралия делится на десять округов:
1. Гаскойн (Gascoyne)
2. Кимберли (Kimberley)
3. Голдфилдс-Эсперанс (Goldfields-Esperance)
4. Большой Южный (Great Southern)
5. Средне-Западный (Mid West)
6. Перт (Perth)
7. Пил (Peel)
8. Пилбара (Pilbara)
9. Юго-Западный (South West)
10. Уитбелт (Wheatbelt)

Городская территория Перта не входит ни в один из округов. Деление на округа применяется для целей управления экономическим развитием. Местное управление осуществляется на уровне районов местного самоуправления.

## Население
Первыми жителями территории, которую сейчас занимает Западная Австралия, были австралийские аборигены различных языковых и родовых групп, например, нунгары на юго-западе, вангаи в центральной пустыне, малкана в заливе Шарк. Эти группы продолжают формировать основную часть местного населения в отдалённых районах штата, таких как Кимберли.
Европейцы начали заселять территорию штата с 1826 года, когда для упреждения французских претензий на западную треть континента британцы основали Албани. Первоначально для увеличения численности населения колонии привлекались заключённые. В 1890-х годах внутренняя миграция, вызванная золотой лихорадкой в регионе Голдфилдс-Эсперанс, привела к резкому росту населения.
Западная Австралия не получала значительного притока мигрантов из Британии, Ирландии и других частей Британской империи, пока в начале XX века не было реализовано несколько местных проектов, направленных на увеличение известности западной трети Австралии как потенциального направления для колонистов.
В результате роста миграции с Британских островов темпы роста населения Западной Австралии в XX веке увеличились. Наряду с восточными штатами после Второй Мировой войны в Западную Австралию начали прибывать мигранты из Италии, Хорватии и Греции. Несмотря на это к настоящему времени наибольшее число мигрантов приходится на Британию. Западная Австралия, в особенности Перт, имеет наибольшую долю выходцев из Британии по сравнению с другими штатами: 10,6 % в 2006 году по сравнению с 5,3 % в среднем по стране. Эта группа сконцентрирована в отдельных районах, где она составляет до четверти населения.
С точки зрения этнического состава данные переписи 2001 года показали, что 77,5 % населения Западной Австралии имели европейское происхождение: крупнейшую группу составляли англичане (733 783 человека или 32,7 %), далее следовали австралийцы (624 259 человек или 27,8 %), ирландцы (171 667 человек или 7,6 %), итальянцы (96 721 человек или 4,3 %), шотландцы (62 781 человек или 2,8 %), немцы (51 672 человека или 2,3 %) и китайцы (48 894 человека или 2,2 %). Кроме того, 58 496 австралийских аборигенов составляли 3,1 % населения штата.
Данные переписи 2006 года показывают, что 27,1 % населения штата родились за пределами страны, что выше среднего по Австралии показателя в 22,2 %. 8,9 % жителей родились в Англии, 2,4 % — в Новой Зеландии, 1,2 % — в Шотландии, 1,1 % — в ЮАР и 1,1 % — в Италии.
Население мегаполиса Перт по оценке 2018 года составляет 2 059 484 человека (75 % населения штата). К другим крупным демографическим центрам относятся Манджера (96 736 человек), Банбери (74 363 человека), Джералдтон (37 648 человек), Калгурли (29 849 человек), Албани (34 205 человек), Брум (14 445 человек) и Порт-Хедленд (14 320 человек).

## Экономика
Экономика Западной Австралии в основном зависит от добычи и переработки минеральных полезных ископаемых и нефти. Структура экономики тесно связана с изобилием обнаруженных на территории штата полезных ископаемых, обеспечивая сравнительное преимущество в добыче и переработке полезных ископаемых. В результате:
- Экономика Западной Австралии более капиталоёмка, чем в других штатах[17].
- ВВП на душу населения (70 009 долларов) выше, чем в любом другом штате, и значительного выше среднего по стране уровня (54 606 долларов)[18].
- Проведенная за последние 15 лет дифференциация (то есть более широкий набор полезных ископаемых) обеспечила более сбалансированную производственную базу и меньшую зависимость от только нескольких основных экспортных рынков, предохраняя, до определённых пределов, экономику от колебаний мировых цен.
- Наблюдается устойчивый рост в секторах услуг (финансы, страхование и операции с недвижимостью) и строительства, что привело к увеличению их доли в ВВП[17].
- Недавний рост глобального спроса на природные ресурсы, в особенности со стороны Китая (железная руда) и Японии (попутный газ), обеспечивает рост экономики на уровне выше среднего по стране.

Доля Западной Австралии в национальном экспорте составляет 36 %. Основные экспортные товары: железная руда, алюминий, нефть и попутный газ, никель, золото, аммиак, пшеница, шерсть, живые бараны и крупный рогатый скот.
Западная Австралия является основным производителем бокситов, которые перерабатываются в алюминий на трёх металлургических комбинатах, обеспечивая более 20 % мирового производства. Западная Австралия является также третьим в мире производителем железной руды (15 % мировой добычи) и обеспечивает 75 % из 240 тонн австралийской добычи золота. Алмазы добываются на карьере Аргайл на севере округа Кимберли. Уголь, добываемый в Колли, является основным топливом для базовой электрогенерации на юго-западе штата.
Сельское хозяйство остаётся одним из основных секторов экономики Западной Австралии. В сезоне 2006-07 производство пшеницы в Западной Австралии составило 10 миллионов тонн, достигнув почти половины от общего национального производства и обеспечив 1,7 миллиарда долларов экспортных поступлений. Другими важными продуктами сельского хозяйства являются ячмень, горох, шерсть, баранина и говядина. Существует высокий спрос из-за границы на поставки живых животных из Западной Австралии, формируемый откормочными хозяйствами Юго-Восточной Азии и государствами Ближнего Востока, культурные и религиозные традиции которых наряду с нехваткой складских и холодильных площадей обуславливают предпочтение импорта живых животных по сравнению с замороженным мясом. Приблизительно половина австралийского экспорта живого крупного рогатого скота приходится на Западную Австралию.
Рост добывающего сектора в последние годы вызвал существенную нехватку рабочей силы и квалифицированных кадров, что вынудило правительство штата предпринять усилия по поощрению внутристрановой и международной миграции. По данным переписи 2006 года, средний индивидуальный доход в Западной Австралии составлял 500 долларов в неделю в сравнении с 466 долларами в целом по Австралии. Средний доход на семью составил 1246 долларов в неделю в сравнении с 1171 долларом в целом по Австралии. Экономический рост также сказался на значительном росте цен на недвижимость в 2006 году, хотя в 2007 году цены перестали расти. Цены на недвижимость в Перте остаются вторыми в Австралии после Сиднея. Высокие арендные ставки продолжают оставаться проблемой.
К югу от Перта расположена зона тяжёлой промышленности Куинана, в которой функционируют крупнейший в стране нефтеперерабатывающий завод, производящий бензин и дизельное топливо для местного потребления, металлургический, алюминиевый и никелевый комбинаты, портовые мощности для экспорта зерна, а также инжиниринговые и металлообрабатывающие предприятия, обеспечивающие добычу нефти и других полезных ископаемых. Судостроение (компания Аустал) и сопутствующие отрасли развиты в районе Хендерсон к югу от Фремантла. Среди других развитых отраслей обрабатывающей промышленности производство цемента и строительных материалов, мукомольная и пищевая промышленность, производство питания для животных, изготовление корпусов автомобилей и типографское дело.
За последние годы выросло значение туризма. Основное их число пребывает из Великобритании и Ирландии (28 %), других европейских стран (14 %), Сингапура (16 %), Японии (10 %) и Малайзии (8 %). Доходы от туризма являются существенным экономическим фактором во многие небольших городах, особенно на побережье.
Западная Австралия имеет значительную рыболовную и рыбоперерабатывающую промышленность. Продукция для местного потребления и экспорта включает лобстеров, креветок, крабов, акул, тунца, также происходит разведение жемчуга в округе Кимберли. Перерабатывающие мощности расположены вдоль западного побережья. Китобойный промысел играл значительную роль, однако был прекращён в 1978 году.
Строится завод по переработке отходов в энергию East Rockingham Waste to Energy.

## Образование
Школьное обучение в Западной Австралии начинается с 5-летнего возраста в подготовительном классе и продолжается в течение 7 лет в начальной школе. В возрасте 13 лет учащиеся переходят в среднюю школу, где обучение продолжается в течение 5 лет. Последние два года в средней школе скоро должны стать обязательными. Сейчас учащимся обязательно закончить в школе год, в котором им исполнилось 16 лет (обычно 11-й класс).
В Западной Австралии расположены следующие университеты: Университет Кёртин, Университет Мёрдок, Университет Эдит Коуэн, Университет Нотр Дам и Университет Западной Австралии.

## Средства массовой информации

### Печать
В Западной Австралии издаются две ежедневные газеты: независимый таблоид The West Australian и Kalgoorlie Miner. Также издаётся воскресная газета The Sunday Times и 17 еженедельных муниципальных газет. С появлением интернета местные бесплатные новостные сайты, например, WAtoday, стали популярным альтернативным источником информации.

### Телевидение
В Перте имеется шесть местных телевизионных каналов, осуществляющих цифровое вещание.

### Радио
Из Перта вещают несколько каналов государственной телерадиокомпании ABC, а также шесть коммерческих радиостанций. В регионах действуют муниципальные радиостанции.

## Культура

### Виноделие
Винодельческие районы почти полностью сконцентрированы в наиболее прохладной юго-западной части штата. На Западную Австралию приходится менее 5 % производимого в стране вина, однако оно отличается высоким качеством. Основные винодельческие регионы: Маргарет Ривер, Грейт Сауферн, Сван Вэллей. Среди менее крупных районов выделяются Блэквуд Вэллей, Манджимап, Пембертон, Пил, Перт Хиллс и Джеограф Бэй.

### Спорт
В штате базируются следующие профессиональные команды по различным видам спорта:
- Футбол: Перт Глори и Перт Глори (женщины)
- Австралийский футбол: Вест Кост Иглс и Футбольный клуб Фримантл. Чемпионат Западно-Австралийской футбольной лиги является основным турниром в штате, также проводятся окружные и местные соревнования
- Бейсбол: Перт Хит
- Баскетбол: Перт Вилдкэтс (мужчины) и Перт Линкс (женщины)
- Крикет: Вестерн Уорриорс (мужчины) и Вестерн Фюри (женщины)
- Хоккей на траве: Смоукфри Тандерстикс (мужчины) и Смоукфри Дайамондс (женщины)
- Нетбол: Вест Кост Феве
- Регбилиг: Редс
- Регби-15: Уэстерн Форс

Среди проводящихся в Западной Австралии международных соревнований выделяются Кубок Хопмана (теннис), Кубок Тома Хоада (водное поло), Кубок Перта (скачки), этап Red Bull Air Race (аэробатика), Гравити Геймс (экстремальный спорт).